# War at the Warfield
War at the Warfield è un DVD live degli Slayer, registrato al Warfield Theatre a San Francisco, California. È l'ultima testimonianza dal vivo con il batterista Paul Bostaph e ci sono piccole interviste anche ad alcuni personaggi di spicco dell'heavy metal come Scott Ian, Kirk Hammett e Les Claypool. Il lavoro è stato premiato con un disco d'oro negli Stati Uniti.

## Tracce
1. Disciple
2. War Ensemble
3. Stain Of Mind
4. New Faith
5. Postmortem
6. Raining Blood
7. Hell Awaits
8. Here Comes The Pain
9. Die By The Sword
10. Dittohead
11. Bloodline
12. God Send Death
13. Dead Skin Mask
14. Seasons In The Abyss
15. Captor Of Sin
16. Mandatory Suicide
17. Chemical Warfare
18. South Of Heaven
19. Angel of Death

## Formazione
- Tom Araya: cantante e basso
- Kerry King: chitarra ritmica e solista
- Jeff Hanneman: chitarra ritmica e solista
- Paul Bostaph: batteria